# Homalota moesta
Homalota moesta är en skalbaggsart som beskrevs av Mäklin 1852. Homalota moesta ingår i släktet Homalota och familjen kortvingar. Inga underarter finns listade i Catalogue of Life.